# Planète FM
Radio Planète encore appelée Planète FM est une station de radio FM indépendante béninoise située à Gbégamey dans la ville de Cotonou, département du Littoral. Fondée en 1999 par Janvier Yahouédéou, elle diffuse ses programmes sur la fréquence 95.7 MHz en bande FM,. Elle appartient à la société Radio Planète SARL.

## Histoire
Radio Planète a été créée en 1999 à Cotonou, une commune du Bénin située dans le département du Littoral. Elle est dirigée depuis sa création par Yvon Constant Yahouédéou.

## Diffusion
Les programmes de Radio Planète sont diffusés en bande FM sur la fréquence 95.7 MHz dans le sud du Bénin, tous les jours de la semaine de 6h à minuit. Elle diffuse également des divertissements et des informations locales sur certaines plateformes de streaming,,.

## Émissions phares
- Planète Frissons
- Opinions
- Noudohomin
- Planète Emplois & Affaires
- Planète 7/7
- Planète Show
- Bébêtes Info

## Voir